# División Tour
El División Tour es una gira musical de la banda mexicana División Minúscula en apoyo a su cuarto álbum de estudio División (álbum), el 6 de diciembre de 2012 se hizo la presentación oficial en la Plaza Condesa en la Ciudad de México. La gira comenzó el 23 de febrero de 2013 en Monterrey. Se prevé que la banda visite más ciudades en México, Centroamérica, América del Sur y por primera vez en España.

## Fechas
| Fecha                    | Ciudad                 | País           | Arena / Auditorio / Estadio       | Otros datos                             |  |
| ------------------------ | ---------------------- | -------------- | --------------------------------- | --------------------------------------- |  |
| Norteamérica             |                        |                |                                   |                                         |  |
| 12 de febrero de 2013    | Mérida                 | México         |                                   | Exarnaval 2013                          |  |
| 23 de febrero de 2013    | Monterrey              | México         | Escena Monterrey                  | Junto con Jumbo                         |  |
| 2 de marzo de 2013       | León                   | México         |                                   | Corona Music Fest                       |  |
| 9 de marzo de 2013       | Ecatepec               | México         |                                   | Corona Music Fest                       |  |
| 14 de marzo de 2013      | Ciudad de México       | México         | Foro Sol                          | Vive Latino                             |  |
| 29 de marzo de 2013      | Tampico                | México         | Parque bicentenario de Tampico    |                                         |  |
| 4 de mayo de 2013        | Guadalajara            | México         | Calle 2                           | Reventour                               |  |
| 11 de mayo de 2013       | Pachuca                | México         | Corona Music Fest                 |                                         |  |
| 16 de mayo de 2013       | Ciudad de México       | México         | Teatro Blanquita                  | Junto con Ruido rosa y Apolo            |  |
| 18 de mayo de 2013       | Puebla                 | México         |                                   |                                         |  |
| 23 de mayo de 2013       | Toluca                 | México         | Landó Foro Cultural               | Tocadas León                            |  |
| 26 de mayo de 2013       | Gómez Palacio          | México         | Parque "La esperanza"             |                                         |  |
| 15 de junio de 2013      | Acapulco               | México         | Jardín sur centro de convenciones | Corona Fest Music                       |  |
| 22 de junio de 2013      | Ciudad de México       | México         | Explanada del Estadio Azteca      | Corona Fest Music                       |  |
| 29 de junio de 2013      | San Luis Potosí        | México         | Recinto ferial                    | Corona Music Fest                       |  |
| 13 de julio de 2013      | Torreón                | México         |                                   |                                         |  |
| 18 de julio de 2013      | Ciudad de México       | México         | Pasagüero                         |                                         |  |
| 17 de agosto de 2013     | San Luis Potosí        | México         | Teatro del pueblo                 |                                         |  |
| 29 de agosto de 2013     | Puebla                 | México         | Gallery Puebla                    | Tocadas León                            |  |
| 7 de septiembre de 2013  | Ciudad de México       | México         | Foro reforma                      | House of Vans, junto con The Black Lips |  |
| 28 de septiembre de 2013 | Ciudad de México       | México         | Pepsi Center WTC                  |                                         |  |
| 9 de noviembre de 2013   | San Pedro Garza García | México         | Parque "La fundidora"             | Festival Pal' Norte                     |  |
| 11 de noviembre de 2013  | Monterrey              | México         |                                   |                                         |  |
| 6 de diciembre de 2013   | Monterrey              | México         | Escena Monterrey                  |                                         |  |
| 18 de enero de 2014      | Mérida                 | México         | Centro Montejo                    | Indie Live Mérida                       |  |
| 11 de marzo de 2014      | Austin                 | Estados Unidos | Mohawk                            | South By Southwest Festival             |  |
| 15 de marzo de 2014      | Mazatlán               | México         | Foro Tecate                       | Ocho Music Fest                         |  |
| 17 de mayo de 2014       | Ciudad de México       | México         | Teatro Metropólitan               |                                         |  |
| 24 de mayo de 2014       | Guadalajara            | México         | Teatro Diana                      |                                         |  |